# گیدو وردنیگ
گیدو وردنیگ (آلمانی: Guido Werdnig؛ ۲۰ ژوئن ۱۸۴۴ – ۲۶ آوریل ۱۹۱۹) متخصص اعصاب اتریشی از دانشگاه وین بود.
او به‌همراه یوهان هوفمان از دانشگاه هایدلبرگ، نخستین پزشکانی بودند که «بیماری وردنیگ-هوفمان» یا همان «آتروفی عضلانی نخاعی نوع ۱» را توصیف کردند.